# Rhadinaea calligaster
Espèce
Synonymes
- Contia calligaster Cope, 1876

Statut de conservation UICN

 LC  : Préoccupation mineure
Rhadinaea calligaster  est une espèce de serpents de la famille des Dipsadidae.

## Répartition
Cette espèce se rencontre au Costa Rica et au Panama.

## Publication originale
- Cope, 1876 "1875" : On the Batrachia and Reptilia of Costa Rica : With notes on the herpetology and ichthyology of Nicaragua and Peru. Journal of the Academy of Natural Sciences of Philadelphia, sér. 2, vol. 8, p. 93–154 (texte intégral).